# Eurete irregularis
Eurete irregularis är en svampdjursart som beskrevs av Okada 1932. Eurete irregularis ingår i släktet Eurete och familjen Euretidae.
Artens utbredningsområde är havet kring Filippinerna. Inga underarter finns listade i Catalogue of Life.